# Дужд
Дужд (итал. doge) је била титула коју су носили изабрани шефови појединих италијанских градова-република током средњег века и ренесансе. Потиче од латинске титуле дукса. Најпознатији су били дуждеви Млетачке и Ђеновљанске републике.

## Титула
У Млетачкој републици дужд је био представник извршне власти. До 8. века је био представник цивилне, а од тада је у својим рукама концентрисао и војну власт. Све до 10. века млетачки дужд признавао је врховну византијску власт. До 1172. године функција дужда била је изборна. Од 1172. године избор млетачког дужда поверен је одбору четрдесеторице коју бирају четворица преедставника Великог већа Венеције. Од 1229. године одбор је чинио четрдесет и један члан. Прописи за изборе млетачког дужда уведени 1268. године остали су на снази све до укидања Републике 1797. године Кампоформијским миром по завршетку Рата прве коалиције. Циљ нових прописа био је да се максимално умањи утицај појединих великих породица. На почетку нису постојала ограничења у кандидатури за млетачког дужда.  
Реформом из 1528. године плебејци су проглашени неподобним, а именовање дужда поверено је члановима великог већа. У Млетачкој је мандат дужда трајао до његове смрти, иако постоје случајеви да су поједини дуждеви силом збачени са власти. И у Ђеновљанској републици је мандат дужда у почетку трајао до његове смрти, али је 1528. године реформом Андреа Дорија смањен на две године. Институција дужда је, по узору на Венецију, уведена и у Дубровачку републику. Његова власт била је знатно мања од власти дуждева у Ђенови и Венецији и била је ограничена на 30 дана. Дубровачки дуждеви председавали су појединим телима. 